# Gediminas Černiauskas
Gediminas Černiauskas (ur. 15 maja 1957 w Wilnie) – litewski ekonomista i polityk, w 2008 minister zdrowia w rządzie Gediminasa Kirkilasa.

## Życiorys
W 1980 ukończył studia na Uniwersytecie Wileńskim ze specjalnością w dziedzinie planowania przemysłowego. W latach 1983–1986 odbył studia doktoranckie w instytucie ekonomiki Uniwersytetu Wileńskiego.
W latach 1980–1983 pracował jako wykładowca na Uniwersytecie Wileńskim, a następnie, do 1990 był pracownikiem naukowym w instytucie ekonomiki Litewskiej Akademii Nauk. Od 1990 do 1993 pracował w Ministerstwie Zdrowia jako dyrektor zarządu ekonomicznego. W latach 1993–2001 zajmował stanowisko dyrektora spółki "Sveikatos ekonomikos centro".
Od 2001 do 2004 pełnił funkcję wiceministra zdrowia. W latach 2004–2007 był docentem Uniwersytetu Michała Römera w Wilnie. W 2007 został doradcą premiera, a następnie powrócił na stanowisko wiceministra zdrowia. 14 lipca 2008 stanął na czele tego ministerstwa.
W wyborach parlamentarnych w tym samym roku bez powodzenia ubiegał się o mandat poselski z ramienia socjaldemokratów, a 9 grudnia zakończył urzędowanie na stanowisku ministra.